# Turul Italiei 2022
Turul Italiei 2022 a fost cea de a 105-a ediție a Turului Italiei la ciclism. Competiția a avut loc între 6 și 29 mai 2022. Startul a avut loc la Budapesta, Ungaria și s-a încheiat la Verona, Italia.
Australianul Jai Hindley de la Bora–Hansgrohe s-a clasat pe primul loc la finalul turului.

## Echipe
Toate cele 18 echipe din UCI WorldTeams au fost invitate în mod automat și au fost obligate să participe la cursă. Patru echipe din UCI ProTeams au primit wild card-uri.
Deși echipa Arkéa–Samsic este invitată la toate evenimentele UCI World Tour, aceasta a declinat invitația dorind să se concentreze pe Turul Franței și pe Turul Spaniei. 

### Echipe UCI World
| - AG2R Citroën Team - Astana Qazaqstan Team - Bora–Hansgrohe - Cofidis - EF Education–EasyPost - Groupama–FDJ - Ineos Grenadiers - Intermarché–Wanty–Gobert Matériaux - Israel–Premier Tech | - Lotto Soudal - Movistar Team - Quick-Step Alpha Vinyl Team - Team Bahrain Victorious - Team BikeExchange - Team DSM - Team Jumbo–Visma - Trek-Segafredo - UAE Team Emirates |  |

### Echipe PRO Teams
| - Alpecin-Fenix - Bardiani-CSF-Faizanè | - Drone Hopper–Androni Giocattoli - Eolo–Kometa |  |

## Etapele programate
| Etapa | Dată   | Start – Sosire                                                 | type                  | Distanță (km) | Elevation (m) | Câștigător           | Liderul global       |
| ----- | ------ | -------------------------------------------------------------- | --------------------- | ------------- | ------------- | -------------------- | -------------------- |
| 1     | 6 mai  | Budapesta – Visegrád                                           | etapă de plat         | 195           | 900 m         | Mathieu van der Poel | Mathieu van der Poel |
| 2     | 7 mai  | Budapesta – Budapesta                                          | contratimp individual | 9,2           | 150 m         | Simon Yates          | Mathieu van der Poel |
| 3     | 8 mai  | Kaposvár – Balatonfüred                                        | etapă de plat         | 201           | 890 m         | Mark Cavendish       | Mathieu van der Poel |
| 4     | 10 mai | Avola – Etna                                                   | etapă de munte        | 172           | 3.500 m       | Lennard Kämna        | Juan Pedro López     |
| 5     | 11 mai | Catania – Messina                                              | etapă de plat         | 174           | 1.200 m       | Arnaud Démare        | Juan Pedro López     |
| 6     | 12 mai | Palmi – Scalea                                                 | etapă de plat         | 192           | 900 m         | Arnaud Démare        | Juan Pedro López     |
| 7     | 13 mai | Diamante – Potenza                                             | etapă intermediară    | 196           | 4.510 m       | Koen Bouwman         | Juan Pedro López     |
| 8     | 14 mai | Napoli – Napoli                                                | etapă valonată        | 153           | 2.130 m       | Thomas De Gendt      | Juan Pedro López     |
| 9     | 15 mai | Isernia – Blockhaus                                            | etapă de munte        | 191           | 5.000 m       | Jai Hindley          | Juan Pedro López     |
| 10    | 17 mai | Pescara – Jesi                                                 | etapă valonată        | 196           | 1.760 m       | Biniam Girmay        | Juan Pedro López     |
| 11    | 18 mai | Santarcangelo di Romagna – Reggio nell'Emilia                  | etapă de plat         | 203           | 480 m         | Alberto Dainese      | Juan Pedro López     |
| 12    | 19 mai | Parma – Genova                                                 | etapă valonată        | 204           | 2.600 m       | Stefano Oldani       | Juan Pedro López     |
| 13    | 20 mai | San Remo – Cuneo                                               | etapă de plat         | 150           | 1.450 m       | Arnaud Démare        | Juan Pedro López     |
| 14    | 21 mai | Santena – Torino                                               | etapă valonată        | 147           | 3.000 m       | Simon Yates          | Richard Carapaz      |
| 15    | 22 mai | Rivarolo Canavese – Cogne                                      | etapă de munte        | 177           | 3.980 m       | Giulio Ciccone       | Richard Carapaz      |
| 16    | 24 mai | Salò – Aprica                                                  | etapă de munte        | 202           | 5.250 m       | Jan Hirt             | Richard Carapaz      |
| 17    | 25 mai | Ponte di Legno – Lavarone                                      | etapă de munte        | 168           | 3.730 m       | Santiago Buitrago    | Richard Carapaz      |
| 18    | 26 mai | Borgo Valsugana – Treviso                                      | etapă de plat         | 156           | 1.150 m       | Dries De Bondt       | Richard Carapaz      |
| 19    | 27 mai | Marano Lagunare – Santuario della Beata Vergine di Castelmonte | etapă intermediară    | 178           | 3.230 m       | Koen Bouwman         | Richard Carapaz      |
| 20    | 28 mai | Belluno – Marmolata                                            | etapă de munte        | 168           | 4.490 m       | Alessandro Covi      | Jai Hindley          |
| 21    | 29 mai | Verona – Verona                                                | contratimp individual | 17,4          | 280 m         | Matteo Sobrero       | Jai Hindley          |

## Etape

### Etapa 1
6 mai 2022 — Budapesta (Ungaria) - Visegrád (Ungaria), 195 km (121 mi)
| Loc | Concurent                | Echipă                             | Timp       |
| --- | ------------------------ | ---------------------------------- | ---------- |
| 1   | Mathieu van der Poel     | Alpecin–Fenix                      | 4h 35' 28" |
| 2   | Biniam Girmay            | Intermarché–Wanty–Gobert Matériaux | +0"        |
| 3   | Pello Bilbao             | Team Bahrain Victorious            | +0"        |
| 4   | Magnus Cort Nielsen      | EF Education–EasyPost              | +0"        |
| 5   | Wilco Kelderman          | Bora–Hansgrohe                     | +0"        |
| 6   | Richard Carapaz          | Ineos Grenadiers                   | +0"        |
| 7   | Bauke Mollema            | Trek–Segafredo                     | +0"        |
| 8   | Diego Ulissi             | UAE Team Emirates                  | +0"        |
| 9   | Andrea Vendrame          | AG2R Citroën Team                  | +4"        |
| 10  | Mattias Skjelmose Jensen | Trek–Segafredo                     | +4"        |

| Loc | Concurent                | Echipă                             | Timp       |
| --- | ------------------------ | ---------------------------------- | ---------- |
| 1   | Mathieu van der Poel     | Alpecin–Fenix                      | 4h 35' 28" |
| 2   | Biniam Girmay            | Intermarché–Wanty–Gobert Matériaux | +4"        |
| 3   | Pello Bilbao             | Team Bahrain Victorious            | +6"        |
| 4   | Magnus Cort Nielsen      | EF Education–EasyPost              | +10"       |
| 5   | Wilco Kelderman          | Bora–Hansgrohe                     | +10"       |
| 6   | Richard Carapaz          | Ineos Grenadiers                   | +10"       |
| 7   | Bauke Mollema            | Trek–Segafredo                     | +10"       |
| 8   | Diego Ulissi             | UAE Team Emirates                  | +10"       |
| 9   | Andrea Vendrame          | AG2R Citroën Team                  | +14"       |
| 10  | Mattias Skjelmose Jensen | Trek–Segafredo                     | +14"       |

### Etapa a 2-a
7 mai 2022 — Budapesta (Ungaria), 9,2 km (5,7 mi) (contratimp individual)
| Loc | Concurent            | Echipă                      | Timp    |
| --- | -------------------- | --------------------------- | ------- |
| 1   | Simon Yates          | Team BikeExchange–Jayco     | 11' 50" |
| 2   | Mathieu van der Poel | Alpecin–Fenix               | +3"     |
| 3   | Tom Dumoulin         | Team Jumbo–Visma            | +5"     |
| 4   | Matteo Sobrero       | Team BikeExchange–Jayco     | +13"    |
| 5   | Ben Tulett           | Ineos Grenadiers            | +13"    |
| 6   | Tobias Foss          | Team Jumbo–Visma            | +17"    |
| 7   | Wilco Kelderman      | Bora–Hansgrohe              | +17"    |
| 8   | Lennard Kämna        | Bora–Hansgrohe              | +17"    |
| 9   | Mauro Schmid         | Quick-Step Alpha Vinyl Team | +18"    |
| 10  | Thymen Arensman      | Team DSM                    | +18"    |

| Loc | Concurent            | Echipă                      | Timp       |
| --- | -------------------- | --------------------------- | ---------- |
| 1   | Mathieu van der Poel | Alpecin–Fenix               | 4h 47' 11" |
| 2   | Simon Yates          | Team BikeExchange–Jayco     | +11"       |
| 3   | Tom Dumoulin         | Team Jumbo–Visma            | +16"       |
| 4   | Matteo Sobrero       | Team BikeExchange–Jayco     | +24"       |
| 5   | Wilco Kelderman      | Bora–Hansgrohe              | +24"       |
| 6   | Ben Tulett           | Ineos Grenadiers            | +24"       |
| 7   | Tobias Foss          | Team Jumbo–Visma            | +28"       |
| 8   | Bauke Mollema        | Trek–Segafredo              | +28"       |
| 9   | Pello Bilbao         | Team Bahrain Victorious     | +29"       |
| 10  | Mauro Schmid         | Quick-Step Alpha Vinyl Team | +29"       |

### Etapa a 3-a
8 mai 2022 — Kaposvár (Ungaria) - Balatonfüred (Ungaria), 201 km (125 mi)
| Loc | Concurent        | Echipă                             | Timp       |
| --- | ---------------- | ---------------------------------- | ---------- |
| 1   | Mark Cavendish   | Quick-Step Alpha Vinyl Team        | 4h 56' 39" |
| 2   | Arnaud Démare    | Groupama–FDJ                       | +0"        |
| 3   | Fernando Gaviria | UAE Team Emirates                  | +0"        |
| 4   | Biniam Girmay    | Intermarché–Wanty–Gobert Matériaux | +0"        |
| 5   | Jakub Mareczko   | Alpecin–Fenix                      | +0"        |
| 6   | Edward Theuns    | Trek–Segafredo                     | +0"        |
| 7   | Simone Consonni  | Cofidis                            | +0"        |
| 8   | Caleb Ewan       | Lotto Soudal                       | +0"        |
| 9   | Alberto Dainese  | Team DSM                           | +0"        |
| 10  | Phil Bauhaus     | Team Bahrain Victorious            | +0"        |

| Loc | Concurent            | Echipă                      | Timp       |
| --- | -------------------- | --------------------------- | ---------- |
| 1   | Mathieu van der Poel | Alpecin–Fenix               | 9h 43' 50" |
| 2   | Simon Yates          | Team BikeExchange–Jayco     | +11"       |
| 3   | Tom Dumoulin         | Team Jumbo–Visma            | +16"       |
| 4   | Matteo Sobrero       | Team BikeExchange–Jayco     | +24"       |
| 5   | Wilco Kelderman      | Bora–Hansgrohe              | +24"       |
| 6   | Ben Tulett           | Ineos Grenadiers            | +24"       |
| 7   | Tobias Foss          | Team Jumbo–Visma            | +28"       |
| 8   | Bauke Mollema        | Trek–Segafredo              | +28"       |
| 9   | Pello Bilbao         | Team Bahrain Victorious     | +29"       |
| 10  | Mauro Schmid         | Quick-Step Alpha Vinyl Team | +29"       |

### Etapa a 4-a
10 mai 2022 — Avola - Etna (Rif. Sapienza), 172 km (107 mi)
| Loc | Concurent         | Echipă                             | Timp       |
| --- | ----------------- | ---------------------------------- | ---------- |
| 1   | Lennard Kämna     | Bora–Hansgrohe                     | 4h 32' 11" |
| 2   | Juan Pedro López  | Trek–Segafredo                     | +0"        |
| 3   | Rein Taaramäe     | Intermarché–Wanty–Gobert Matériaux | +34"       |
| 4   | Sylvain Moniquet  | Lotto Soudal                       | +2' 12"    |
| 5   | Mauri Vansevenant | Quick-Step Alpha Vinyl Team        | +2' 12"    |
| 6   | Gijs Leemreize    | Team Jumbo–Visma                   | +2' 31"    |
| 7   | Richard Carapaz   | Ineos Grenadiers                   | +2' 37"    |
| 8   | Romain Bardet     | Team DSM                           | +2' 37"    |
| 9   | Pello Bilbao      | Team Bahrain Victorious            | +2' 37"    |
| 10  | João Almeida      | UAE Team Emirates                  | +2' 37"    |

| Loc | Concurent         | Echipă                             | Timp        |
| --- | ----------------- | ---------------------------------- | ----------- |
| 1   | Juan Pedro López  | Trek–Segafredo                     | 14h 17' 07" |
| 2   | Lennard Kämna     | Bora–Hansgrohe                     | +39"        |
| 3   | Rein Taaramäe     | Intermarché–Wanty–Gobert Matériaux | +58"        |
| 4   | Simon Yates       | Team BikeExchange–Jayco            | +1' 42"     |
| 5   | Mauri Vansevenant | Quick-Step Alpha Vinyl Team        | +1' 47"     |
| 6   | Wilco Kelderman   | Bora–Hansgrohe                     | +1' 55"     |
| 7   | Pello Bilbao      | Team Bahrain Victorious            | +2' 00"     |
| 8   | João Almeida      | UAE Team Emirates                  | +2' 00"     |
| 9   | Richie Porte      | Ineos Grenadiers                   | +2' 04"     |
| 10  | Romain Bardet     | Team DSM                           | +2' 06"     |

### Etapa a 5-a
11 mai 2022 — Catania - Messina, 174 km (108 mi)
| Loc | Concurent          | Echipă                             | Timp       |
| --- | ------------------ | ---------------------------------- | ---------- |
| 1   | Arnaud Démare      | Bora–Hansgrohe                     | 4h 03' 56" |
| 2   | Fernando Gaviria   | UAE Team Emirates                  | +0"        |
| 3   | Giacomo Nizzolo    | Israel–Premier Tech                | +0"        |
| 4   | Davide Ballerini   | Quick-Step Alpha Vinyl Team        | +0"        |
| 5   | Biniam Girmay      | Intermarché–Wanty–Gobert Matériaux | +0"        |
| 6   | Phil Bauhaus       | Team Bahrain Victorious            | +0"        |
| 7   | Alberto Dainese    | Team DSM                           | +0"        |
| 8   | Natnael Tesfatsion | Drone Hopper–Androni Giocattoli    | +0"        |
| 9   | Edward Theuns      | Trek-Segafredo                     | +0"        |
| 10  | Simone Consonni    | Cofidis                            | +0"        |

| Loc | Concurent         | Echipă                             | Timp        |
| --- | ----------------- | ---------------------------------- | ----------- |
| 1   | Juan Pedro López  | Trek–Segafredo                     | 18h 21' 03" |
| 2   | Lennard Kämna     | Bora–Hansgrohe                     | +39"        |
| 3   | Rein Taaramäe     | Intermarché–Wanty–Gobert Matériaux | +58"        |
| 4   | Simon Yates       | Team BikeExchange–Jayco            | +1' 42"     |
| 5   | Mauri Vansevenant | Quick-Step Alpha Vinyl Team        | +1' 47"     |
| 6   | Wilco Kelderman   | Bora–Hansgrohe                     | +1' 55"     |
| 7   | João Almeida      | UAE Team Emirates                  | +1' 58"     |
| 8   | Pello Bilbao      | Team Bahrain Victorious            | +2' 00"     |
| 9   | Richie Porte      | Ineos Grenadiers                   | +2' 04"     |
| 10  | Romain Bardet     | Team DSM                           | +2' 06"     |

### Etapa a 6-a
12 mai 2022 — Palmi - Scalea (Riviera dei Cedri), 192 km (119 mi)
| Loc | Concurent         | Echipă                             | Timp       |
| --- | ----------------- | ---------------------------------- | ---------- |
| 1   | Arnaud Démare     | Bora–Hansgrohe                     | 5h 02' 33" |
| 2   | Caleb Ewan        | Lotto Soudal                       | +0"        |
| 3   | Mark Cavendish    | Quick-Step Alpha Vinyl Team        | +0"        |
| 4   | Biniam Girmay     | Intermarché–Wanty–Gobert Matériaux | +0"        |
| 5   | Giacomo Nizzolo   | Israel–Premier Tech                | +0"        |
| 6   | Phil Bauhaus      | Team Bahrain Victorious            | +0"        |
| 7   | Andrea Vendrame   | AG2R Citroën Team                  | +0"        |
| 8   | Simone Consonni   | Cofidis                            | +0"        |
| 9   | Vincenzo Albanese | Eolo–Kometa                        | +0"        |
| 10  | Edward Theuns     | Trek-Segafredo                     | +0"        |

| Loc | Concurent         | Echipă                             | Timp        |
| --- | ----------------- | ---------------------------------- | ----------- |
| 1   | Juan Pedro López  | Trek–Segafredo                     | 23h 23' 36" |
| 2   | Lennard Kämna     | Bora–Hansgrohe                     | +38"        |
| 3   | Rein Taaramäe     | Intermarché–Wanty–Gobert Matériaux | +58"        |
| 4   | Simon Yates       | Team BikeExchange–Jayco            | +1' 42"     |
| 5   | Mauri Vansevenant | Quick-Step Alpha Vinyl Team        | +1' 47"     |
| 6   | Wilco Kelderman   | Bora–Hansgrohe                     | +1' 55"     |
| 7   | João Almeida      | UAE Team Emirates                  | +1' 58"     |
| 8   | Pello Bilbao      | Team Bahrain Victorious            | +2' 00"     |
| 9   | Richie Porte      | Ineos Grenadiers                   | +2' 04"     |
| 10  | Romain Bardet     | Team DSM                           | +2' 06"     |

### Etapa a 7-a
13 mai 2022 — Diamante - Potenza, 196 km (122 mi)
| Loc | Concurent          | Echipă              | Timp       |
| --- | ------------------ | ------------------- | ---------- |
| 1   | Koen Bouwman       | Team Jumbo–Visma    | 5h 12' 30" |
| 2   | Bauke Mollema      | Trek-Segafredo      | +2"        |
| 3   | Davide Formolo     | UAE Team Emirates   | +2"        |
| 4   | Tom Dumoulin       | [Team Jumbo–Visma]] | +19"       |
| 5   | Davide Villella    | Cofidis             | +2' 25"    |
| 6   | Lennard Kämna      | Bora–Hansgrohe      | +2' 59"    |
| 7   | Vincenzo Albanese  | Eolo–Kometa         | +2' 59"    |
| 8   | João Almeida       | UAE Team Emirates   | +2' 59"    |
| 9   | Alejandro Valverde | Movistar Team       | +2' 59"    |
| 10  | Richard Carapaz    | Ineos Grenadiers    | +2' 59""   |

| Loc | Concurent         | Echipă                             | Timp        |
| --- | ----------------- | ---------------------------------- | ----------- |
| 1   | Juan Pedro López  | Trek–Segafredo                     | 28h 39' 05" |
| 2   | Lennard Kämna     | Bora–Hansgrohe                     | +38"        |
| 3   | Rein Taaramäe     | Intermarché–Wanty–Gobert Matériaux | +58"        |
| 4   | Simon Yates       | Team BikeExchange–Jayco            | +1' 42"     |
| 5   | Mauri Vansevenant | Quick-Step Alpha Vinyl Team        | +1' 47"     |
| 6   | Wilco Kelderman   | Bora–Hansgrohe                     | +1' 55"     |
| 7   | João Almeida      | UAE Team Emirates                  | +1' 58"     |
| 8   | Pello Bilbao      | Team Bahrain Victorious            | +2' 00"     |
| 9   | Richie Porte      | Ineos Grenadiers                   | +2' 04"     |
| 10  | Romain Bardet     | Team DSM                           | +2' 06"     |

### Etapa a 8-a
14 mai 2022 — Napoli - Napoli (Procida Capitale Italiana della Cultura), 153 km (95 mi)
| Loc | Concurent            | Echipă                             | Timp       |
| --- | -------------------- | ---------------------------------- | ---------- |
| 1   | Thomas De Gendt      | Lotto Soudal                       | 3h 32' 53" |
| 2   | Davide Gabburo       | Bardiani–CSF–Faizanè               | +0"        |
| 3   | Jorge Arcas          | Movistar Team                      | +0"        |
| 4   | Harm Vanhoucke       | Lotto Soudal                       | +4"        |
| 5   | Biniam Girmay        | Intermarché–Wanty–Gobert Matériaux | +15"       |
| 6   | Mauro Schmid         | Quick-Step Alpha Vinyl Team        | +15"       |
| 7   | Mathieu van der Poel | Alpecin–Fenix                      | +15"       |
| 8   | Wout Poels           | Team Bahrain Victorious            | +33"       |
| 9   | Guillaume Martin     | Cofidis                            | +33"       |
| 10  | Fabio Felline        | Astana Qazaqstan Team              | +2' 56"    |

| Loc | Concurent         | Echipă                             | Timp        |
| --- | ----------------- | ---------------------------------- | ----------- |
| 1   | Juan Pedro López  | Trek–Segafredo                     | 32h 15' 31" |
| 2   | Lennard Kämna     | Bora–Hansgrohe                     | +38"        |
| 3   | Rein Taaramäe     | Intermarché–Wanty–Gobert Matériaux | +58"        |
| 4   | Guillaume Martin  | Cofidis                            | +1' 06"     |
| 5   | Simon Yates       | Team BikeExchange–Jayco            | +1' 42"     |
| 6   | Mauri Vansevenant | Quick-Step Alpha Vinyl Team        | +1' 47"     |
| 7   | Wilco Kelderman   | Bora–Hansgrohe                     | +1' 55"     |
| 8   | João Almeida      | UAE Team Emirates                  | +1' 58"     |
| 9   | Pello Bilbao      | Team Bahrain Victorious            | +2' 00"     |
| 10  | Richie Porte      | Ineos Grenadiers                   | +2' 04"     |

### Etapa a 9-a
15 mai 2022 — Isernia - Blockhaus, 191 km (119 mi)
| Loc | Concurent          | Echipă                             | Timp       |
| --- | ------------------ | ---------------------------------- | ---------- |
| 1   | Jai Hindley        | Bora–Hansgrohe                     | 5h 34' 44" |
| 2   | Romain Bardet      | Team DSM                           | +0"        |
| 3   | Richard Carapaz    | Ineos Grenadiers                   | +0"        |
| 4   | Mikel Landa        | Team Bahrain Victorious            | +0"        |
| 5   | João Almeida       | UAE Team Emirates                  | +0"        |
| 6   | Domenico Pozzovivo | Intermarché–Wanty–Gobert Matériaux | +3"        |
| 7   | Emanuel Buchmann   | Bora–Hansgrohe                     | +16"       |
| 8   | Vincenzo Nibali    | Astana Qazaqstan Team              | +34"       |
| 9   | Alejandro Valverde | Movistar Team                      | +46"       |
| 10  | Thymen Arensman    | Team DSM                           | +58"       |

| Loc | Concurent          | Echipă                             | Timp        |
| --- | ------------------ | ---------------------------------- | ----------- |
| 1   | Juan Pedro López   | Trek–Segafredo                     | 37h 52' 01" |
| 2   | João Almeida       | UAE Team Emirates                  | +12"        |
| 3   | Romain Bardet      | Team DSM                           | +14"        |
| 4   | Richard Carapaz    | Ineos Grenadiers                   | +15"        |
| 5   | Jai Hindley        | Bora–Hansgrohe                     | +20"        |
| 6   | Guillaume Martin   | Cofidis                            | +28"        |
| 7   | Mikel Landa        | Team Bahrain Victorious            | +29"        |
| 8   | Domenico Pozzovivo | Intermarché–Wanty–Gobert Matériaux | +54"        |
| 9   | Emanuel Buchmann   | Bora–Hansgrohe                     | +1' 09"     |
| 10  | Pello Bilbao       | Team Bahrain Victorious            | +1' 22"     |

### Etapa a 10-a
17 mai 2022 — Pescara - Jesi, 196 km (122 mi)
| Loc | Concurent            | Echipă                             | Timp       |
| --- | -------------------- | ---------------------------------- | ---------- |
| 1   | Biniam Girmay        | Intermarché–Wanty–Gobert Matériaux | 4h 32' 07" |
| 2   | Mathieu van der Poel | Alpecin–Fenix                      | +0"        |
| 3   | Vincenzo Albanese    | Eolo–Kometa                        | +0"        |
| 4   | Wilco Kelderman      | Bora–Hansgrohe                     | +0"        |
| 5   | Richard Carapaz      | Ineos Grenadiers                   | +0"        |
| 6   | Koen Bouwman         | Team Jumbo–Visma                   | +0"        |
| 7   | Romain Bardet        | Team DSM                           | +0"        |
| 8   | Pello Bilbao         | Team Bahrain Victorious            | +0"        |
| 9   | João Almeida         | UAE Team Emirates                  | +0"        |
| 10  | Mauro Schmid         | Quick-Step Alpha Vinyl Team        | +0"        |

| Loc | Concurent          | Echipă                             | Timp        |
| --- | ------------------ | ---------------------------------- | ----------- |
| 1   | Juan Pedro López   | Trek–Segafredo                     | 42h 24' 08" |
| 2   | João Almeida       | UAE Team Emirates                  | +12"        |
| 3   | Romain Bardet      | Team DSM                           | +14"        |
| 4   | Richard Carapaz    | Ineos Grenadiers                   | +15"        |
| 5   | Jai Hindley        | Bora–Hansgrohe                     | +20"        |
| 6   | Guillaume Martin   | Cofidis                            | +28"        |
| 7   | Mikel Landa        | Team Bahrain Victorious            | +29"        |
| 8   | Domenico Pozzovivo | Intermarché–Wanty–Gobert Matériaux | +54"        |
| 9   | Emanuel Buchmann   | Bora–Hansgrohe                     | +1' 09"     |
| 10  | Pello Bilbao       | Team Bahrain Victorious            | +1' 22"     |

### Etapa a 11-a
18 mai 2022 — Santarcangelo di Romagna - Reggio Emilia, 203 km (126 mi)
| Loc | Concurent        | Echipă                      | Timp       |
| --- | ---------------- | --------------------------- | ---------- |
| 1   | Alberto Dainese  | Team DSM                    | 4h 19' 04" |
| 2   | Fernando Gaviria | UAE Team Emirates           | +0"        |
| 3   | Simone Consonni  | Cofidis                     | +0"        |
| 4   | Arnaud Démare    | Groupama–FDJ                | +0"        |
| 5   | Caleb Ewan       | Lotto Soudal                | +0"        |
| 6   | Mark Cavendish   | Quick-Step Alpha Vinyl Team | +0"        |
| 7   | Edward Theuns    | Trek-Segafredo              | +0"        |
| 8   | Sacha Modolo     | Bardiani-CSF-Faizanè        | +0"        |
| 9   | Phil Bauhaus     | Team Bahrain Victorious     | +0"        |
| 10  | Lawrence Naesen  | AG2R Citroën Team           | +0"        |

| Loc | Concurent          | Echipă                             | Timp        |
| --- | ------------------ | ---------------------------------- | ----------- |
| 1   | Juan Pedro López   | Trek–Segafredo                     | 46h 43' 12" |
| 2   | Richard Carapaz    | Ineos Grenadiers                   | +12"        |
| 3   | João Almeida       | UAE Team Emirates                  | +12"        |
| 4   | Romain Bardet      | Team DSM                           | +14"        |
| 5   | Jai Hindley        | Bora–Hansgrohe                     | +20"        |
| 6   | Guillaume Martin   | Cofidis                            | +28"        |
| 7   | Mikel Landa        | Team Bahrain Victorious            | +29"        |
| 8   | Domenico Pozzovivo | Intermarché–Wanty–Gobert Matériaux | +54"        |
| 9   | Emanuel Buchmann   | Bora–Hansgrohe                     | +1' 09"     |
| 10  | Pello Bilbao       | Team Bahrain Victorious            | +1' 22"     |

### Etapa a 12-a
19 mai 2022 — Parma - Genova, 204 km (127 mi)
| Loc | Concurent         | Echipă                             | Timp       |
| --- | ----------------- | ---------------------------------- | ---------- |
| 1   | Stefano Oldani    | Alpecin–Fenix                      | 4h 26' 47" |
| 2   | Lorenzo Rota      | Intermarché–Wanty–Gobert Matériaux | +0"        |
| 3   | Gijs Leemreize    | Team Jumbo–Visma                   | +2"        |
| 4   | Bauke Mollema     | Trek–Segafredo                     | +57"       |
| 5   | Santiago Buitrago | Team Bahrain Victorious            | +57"       |
| 6   | Wilco Kelderman   | Bora–Hansgrohe                     | +57"       |
| 7   | Lucas Hamilton    | Team BikeExchange–Jayco            | +57"       |
| 8   | Andrea Vendrame   | AG2R Citroën Team                  | +1' 44"    |
| 9   | Rein Taaramäe     | Intermarché–Wanty–Gobert Matériaux | +1' 49"    |
| 10  | Pascal Eenkhoorn  | Team Jumbo–Visma                   | +2' 55"    |

| Loc | Concurent          | Echipă                             | Timp        |
| --- | ------------------ | ---------------------------------- | ----------- |
| 1   | Juan Pedro López   | Trek–Segafredo                     | 51h 19' 07" |
| 2   | Richard Carapaz    | Ineos Grenadiers                   | +12"        |
| 3   | João Almeida       | UAE Team Emirates                  | +12"        |
| 4   | Romain Bardet      | Team DSM                           | +14"        |
| 5   | Jai Hindley        | Bora–Hansgrohe                     | +20"        |
| 6   | Guillaume Martin   | Cofidis                            | +28"        |
| 7   | Mikel Landa        | Team Bahrain Victorious            | +29"        |
| 8   | Domenico Pozzovivo | Intermarché–Wanty–Gobert Matériaux | +54"        |
| 9   | Emanuel Buchmann   | Bora–Hansgrohe                     | +1' 09"     |
| 10  | Pello Bilbao       | Team Bahrain Victorious            | +1' 22"     |

### Etapa a 13-a
20 mai 2022 — Sanremo - Cuneo, 150 km (93 mi)
| Loc | Concurent        | Echipă                      | Timp       |
| --- | ---------------- | --------------------------- | ---------- |
| 1   | Arnaud Démare    | Groupama–FDJ                | 3h 18' 16" |
| 2   | Phil Bauhaus     | Team Bahrain Victorious     | +0"        |
| 3   | Mark Cavendish   | Quick-Step Alpha Vinyl Team | +0"        |
| 4   | Fernando Gaviria | UAE Team Emirates           | +0"        |
| 5   | Alberto Dainese  | Team DSM                    | +0"        |
| 6   | Simone Consonni  | Cofidis                     | +0"        |
| 7   | Dries De Bondt   | Alpecin-Fenix               | +0"        |
| 8   | Giacomo Nizzolo  | Israel–Premier Tech         | +0"        |
| 9   | Andrea Vendrame  | AG2R Citroën Team           | +0"        |
| 10  | Tobias Bayer     | Alpecin-Fenix               | +0"        |

| Loc | Concurent          | Echipă                             | Timp        |
| --- | ------------------ | ---------------------------------- | ----------- |
| 1   | Juan Pedro López   | Trek–Segafredo                     | 54h 37' 23" |
| 2   | Richard Carapaz    | Ineos Grenadiers                   | +12"        |
| 3   | João Almeida       | UAE Team Emirates                  | +12"        |
| 4   | Jai Hindley        | Bora–Hansgrohe                     | +20"        |
| 5   | Guillaume Martin   | Cofidis                            | +28"        |
| 6   | Mikel Landa        | Team Bahrain Victorious            | +29"        |
| 7   | Domenico Pozzovivo | Intermarché–Wanty–Gobert Matériaux | +54"        |
| 8   | Emanuel Buchmann   | Bora–Hansgrohe                     | +1' 09"     |
| 9   | Pello Bilbao       | Team Bahrain Victorious            | +1' 22"     |
| 10  | Alejandro Valverde | Movistar Team                      | +1' 23"     |

### Etapa a 14-a
21 mai 2022 — Santena - Torino, 147 km (91 mi)
| Loc | Concurent          | Echipă                             | Timp       |
| --- | ------------------ | ---------------------------------- | ---------- |
| 1   | Simon Yates        | Team BikeExchange–Jayco            | 3h 43' 44" |
| 2   | Jai Hindley        | Bora–Hansgrohe                     | +15"       |
| 3   | Richard Carapaz    | Ineos Grenadiers                   | +15"       |
| 4   | Vincenzo Nibali    | Astana Qazaqstan Team              | +15"       |
| 5   | Domenico Pozzovivo | Intermarché–Wanty–Gobert Matériaux | +28"       |
| 6   | João Almeida       | UAE Team Emirates                  | +39"       |
| 7   | Mikel Landa        | Team Bahrain Victorious            | +51"       |
| 8   | Pello Bilbao       | Team Bahrain Victorious            | +51"       |
| 9   | Emanuel Buchmann   | Bora–Hansgrohe                     | +1' 10"    |
| 10  | Juan Pedro López   | Trek–Segafredo                     | +4' 25"    |

| Loc | Concurent          | Echipă                             | Timp        |
| --- | ------------------ | ---------------------------------- | ----------- |
| 1   | Richard Carapaz    | Ineos Grenadiers                   | 58h 21' 28" |
| 2   | Jai Hindley        | Bora–Hansgrohe                     | +7"         |
| 3   | João Almeida       | UAE Team Emirates                  | +30"        |
| 4   | Mikel Landa        | Team Bahrain Victorious            | +59"        |
| 5   | Domenico Pozzovivo | Intermarché–Wanty–Gobert Matériaux | +1' 01"     |
| 6   | Pello Bilbao       | Team Bahrain Victorious            | +1' 52"     |
| 7   | Emanuel Buchmann   | Bora–Hansgrohe                     | +1' 58"     |
| 8   | Vincenzo Nibali    | Astana Qazaqstan Team              | +2' 58"     |
| 9   | Juan Pedro López   | Trek–Segafredo                     | +4' 04"     |
| 10  | Alejandro Valverde | Movistar Team                      | +9' 06"     |

### Etapa a 15-a
22 mai 2022 — Rivarolo Canavese - Cogne, 147 km (91 mi)
| Loc | Concurent          | Echipă                          | Timp       |
| --- | ------------------ | ------------------------------- | ---------- |
| 1   | Giulio Ciccone     | Trek–Segafredo                  | 4h 37' 41" |
| 2   | Santiago Buitrago  | Team Bahrain Victorious         | +1' 31"    |
| 3   | Antonio Pedrero    | Movistar Team                   | +2' 19"    |
| 4   | Hugh Carthy        | EF Education–EasyPost           | +3' 09"    |
| 5   | Martijn Tusveld    | Team DSM                        | +4' 36"    |
| 6   | Luca Covili        | Bardiani–CSF–Faizanè            | +5' 08"    |
| 7   | Natnael Tesfatsion | Drone Hopper–Androni Giocattoli | +5' 27"    |
| 8   | Bauke Mollema      | Trek–Segafredo                  | +5' 27"    |
| 9   | Gijs Leemreize     | Team Jumbo–Visma                | +5' 27"    |
| 10  | Guillaume Martin   | Cofidis                         | +6' 06"    |

| Loc | Concurent          | Echipă                             | Timp        |
| --- | ------------------ | ---------------------------------- | ----------- |
| 1   | Richard Carapaz    | Ineos Grenadiers                   | 63h 06' 57" |
| 2   | Jai Hindley        | Bora–Hansgrohe                     | +7"         |
| 3   | João Almeida       | UAE Team Emirates                  | +30"        |
| 4   | Mikel Landa        | Team Bahrain Victorious            | +59"        |
| 5   | Domenico Pozzovivo | Intermarché–Wanty–Gobert Matériaux | +1' 01"     |
| 6   | Pello Bilbao       | Team Bahrain Victorious            | +1' 52"     |
| 7   | Emanuel Buchmann   | Bora–Hansgrohe                     | +1' 58"     |
| 8   | Vincenzo Nibali    | Astana Qazaqstan Team              | +2' 58"     |
| 9   | Juan Pedro López   | Trek–Segafredo                     | +4' 04"     |
| 10  | Guillaume Martin   | Cofidis                            | +8' 02"     |

### Etapa a 16-a
24 mai 2022 — Salò - Aprica (Sforzato Wine Stage), 202 km (126 mi)
| Loc | Concurent          | Echipă                             | Timp       |
| --- | ------------------ | ---------------------------------- | ---------- |
| 1   | Jan Hirt           | Intermarché–Wanty–Gobert Matériaux | 5h 40' 15" |
| 2   | Thymen Arensman    | Team DSM                           | +7"        |
| 3   | Jai Hindley        | Bora–Hansgrohe                     | +1' 24"    |
| 4   | Richard Carapaz    | Ineos Grenadiers                   | +1' 24"    |
| 5   | Alejandro Valverde | Movistar Team                      | +1' 24"    |
| 6   | Mikel Landa        | Team Bahrain Victorious            | +1' 24"    |
| 7   | Lennard Kämna      | Bora–Hansgrohe                     | +1' 38"    |
| 8   | João Almeida       | UAE Team Emirates                  | +1' 38"    |
| 9   | Vincenzo Nibali    | Astana Qazaqstan Team              | +2' 06"    |
| 10  | Hugh Carthy        | EF Education–EasyPost              | +2' 13"    |

| Loc | Concurent          | Echipă                             | Timp        |
| --- | ------------------ | ---------------------------------- | ----------- |
| 1   | Richard Carapaz    | Ineos Grenadiers                   | 68h 49' 06" |
| 2   | Jai Hindley        | Bora–Hansgrohe                     | +3"         |
| 3   | João Almeida       | UAE Team Emirates                  | +44"        |
| 4   | Mikel Landa        | Team Bahrain Victorious            | +59"        |
| 5   | Vincenzo Nibali    | Astana Qazaqstan Team              | +3' 40"     |
| 6   | Domenico Pozzovivo | Intermarché–Wanty–Gobert Matériaux | +3' 48"     |
| 7   | Pello Bilbao       | Team Bahrain Victorious            | +3' 51"     |
| 8   | Emanuel Buchmann   | Bora–Hansgrohe                     | +4' 45"     |
| 9   | Jan Hirt           | Intermarché–Wanty–Gobert Matériaux | +7' 42"     |
| 10  | Alejandro Valverde | Movistar Team                      | +9' 04"     |

### Etapa a 17-a
25 mai 2022 — Ponte di Legno - Lavarone, 168 km (104 mi)
| Loc | Concurent         | Echipă                             | Timp       |
| --- | ----------------- | ---------------------------------- | ---------- |
| 1   | Santiago Buitrago | Team Bahrain Victorious            | 4h 27' 41" |
| 2   | Gijs Leemreize    | Team Jumbo–Visma                   | +35"       |
| 3   | Jan Hirt          | Intermarché–Wanty–Gobert Matériaux | +2' 28"    |
| 4   | Hugh Carthy       | EF Education–EasyPost              | +2' 28"    |
| 5   | Richard Carapaz   | Ineos Grenadiers                   | +2' 53"    |
| 6   | Jai Hindley       | Bora–Hansgrohe                     | +2' 53"    |
| 7   | Mauri Vansevenant | Quick-Step Alpha Vinyl Team        | +2' 57"    |
| 8   | Koen Bouwman      | Team Jumbo–Visma                   | +2' 59"    |
| 9   | Guillaume Martin  | Cofidis                            | +2' 59"    |
| 10  | Mikel Landa       | Team Bahrain Victorious            | +2' 59"    |

| Loc | Concurent          | Echipă                             | Timp        |
| --- | ------------------ | ---------------------------------- | ----------- |
| 1   | Richard Carapaz    | Ineos Grenadiers                   | 73h 19' 40" |
| 2   | Jai Hindley        | Bora–Hansgrohe                     | +3"         |
| 3   | Mikel Landa        | Team Bahrain Victorious            | +1' 05"     |
| 4   | João Almeida       | UAE Team Emirates                  | +1' 54"     |
| 5   | Vincenzo Nibali    | Astana Qazaqstan Team              | +5' 48"     |
| 6   | Pello Bilbao       | Team Bahrain Victorious            | +6' 19"     |
| 7   | Jan Hirt           | Intermarché–Wanty–Gobert Matériaux | +7' 12"     |
| 8   | Emanuel Buchmann   | Bora–Hansgrohe                     | +7' 13"     |
| 9   | Juan Pedro López   | Trek–Segafredo                     | +12' 27"    |
| 10  | Domenico Pozzovivo | Intermarché–Wanty–Gobert Matériaux | +12' 30"    |

### Etapa a 18-a
26 mai 2022 — Borgo Valsugana - Treviso, 152 km (94 mi)
| Loc | Concurent        | Echipă                      | Timp       |
| --- | ---------------- | --------------------------- | ---------- |
| 1   | Dries De Bondt   | Alpecin–Fenix               | 3h 21' 21" |
| 2   | Edoardo Affini   | Team Jumbo–Visma            | +0"        |
| 3   | Magnus Cort      | EF Education–EasyPost       | +0"        |
| 4   | Davide Gabburo   | Bardiani–CSF–Faizanè        | +0"        |
| 5   | Alberto Dainese  | Ineos Grenadiers            | +14"       |
| 6   | Arnaud Démare    | Groupama–FDJ                | +14"       |
| 7   | Davide Cimolai   | Cofidis                     | +14"       |
| 8   | Mark Cavendish   | Quick-Step Alpha Vinyl Team | +14"       |
| 9   | Fernando Gaviria | UAE Team Emirates           | +14"       |
| 10  | Simone Consonni  | Cofidis                     | +14"       |

| Loc | Concurent          | Echipă                             | Timp        |
| --- | ------------------ | ---------------------------------- | ----------- |
| 1   | Richard Carapaz    | Ineos Grenadiers                   | 76h 41' 15" |
| 2   | Jai Hindley        | Bora–Hansgrohe                     | +3"         |
| 3   | Mikel Landa        | Team Bahrain Victorious            | +1' 05"     |
| 4   | Vincenzo Nibali    | Astana Qazaqstan Team              | +5' 48"     |
| 5   | Pello Bilbao       | Team Bahrain Victorious            | +6' 19"     |
| 6   | Jan Hirt           | Intermarché–Wanty–Gobert Matériaux | +7' 12"     |
| 7   | Emanuel Buchmann   | Bora–Hansgrohe                     | +7' 13"     |
| 8   | Domenico Pozzovivo | Intermarché–Wanty–Gobert Matériaux | +12' 30"    |
| 9   | Juan Pedro López   | Trek–Segafredo                     | +15' 10"    |
| 10  | Hugh Carthy        | EF Education–EasyPost              | +17' 03"    |

### Etapa a 19-a
27 mai 2022 — Marano Lagunare - Santuario di Castelmonte, 177 km (110 mi)
| Loc | Concurent          | Echipă                      | Timp       |
| --- | ------------------ | --------------------------- | ---------- |
| 1   | Koen Bouwman       | Team Jumbo–Visma            | 4h 32' 55" |
| 2   | Mauro Schmid       | Quick-Step Alpha Vinyl Team | +0"        |
| 3   | Alessandro Tonelli | Bardiani–CSF–Faizanè        | +3"        |
| 4   | Attila Valter      | Groupama–FDJ                | +6"        |
| 5   | Andrea Vendrame    | AG2R Citroën Team           | +10"       |
| 6   | Tobias Bayer       | Alpecin–Fenix               | +2' 45"    |
| 7   | Guillaume Martin   | Cofidis                     | +3' 49"    |
| 8   | Richard Carapaz    | Ineos Grenadiers            | +3' 56"    |
| 9   | Jai Hindley        | Bora–Hansgrohe              | +3' 56"    |
| 10  | Mikel Landa        | Team Bahrain Victorious     | +3' 56"    |

| Loc | Concurent          | Echipă                             | Timp        |
| --- | ------------------ | ---------------------------------- | ----------- |
| 1   | Richard Carapaz    | Ineos Grenadiers                   | 81h 18' 12" |
| 2   | Jai Hindley        | Bora–Hansgrohe                     | +3"         |
| 3   | Mikel Landa        | Team Bahrain Victorious            | +1' 05"     |
| 4   | Vincenzo Nibali    | Astana Qazaqstan Team              | +5' 53"     |
| 5   | Pello Bilbao       | Team Bahrain Victorious            | +6' 22"     |
| 6   | Jan Hirt           | Intermarché–Wanty–Gobert Matériaux | +7' 15"     |
| 7   | Emanuel Buchmann   | Bora–Hansgrohe                     | +8' 21"     |
| 8   | Domenico Pozzovivo | Intermarché–Wanty–Gobert Matériaux | +12' 55"    |
| 9   | Juan Pedro López   | Trek–Segafredo                     | +15' 29"    |
| 10  | Hugh Carthy        | EF Education–EasyPost              | +17' 10"    |

### Etapa a 20-a
28 mai 2022 — Belluno - Marmolada (Passo Fedaia), 168 km (104 mi)
| Loc | Concurent       | Echipă                  | Timp       |
| --- | --------------- | ----------------------- | ---------- |
| 1   | Alessandro Covi | UAE Team Emirates       | 4h 46' 34" |
| 2   | Domen Novak     | Team Bahrain Victorious | +32"       |
| 3   | Giulio Ciccone  | Trek–Segafredo          | +37"       |
| 4   | Antonio Pedrero | Movistar Team           | +1' 36"    |
| 5   | Thymen Arensman | Team DSM                | +1' 50"    |
| 6   | Jai Hindley     | Bora–Hansgrohe          | +2' 30"    |
| 7   | Gijs Leemreize  | Team Jumbo–Visma        | +3' 04"    |
| 8   | Hugh Carthy     | EF Education–EasyPost   | +3' 19"    |
| 9   | Mikel Landa     | Team Bahrain Victorious | +3' 19"    |
| 10  | Lennard Kämna   | Bora–Hansgrohe          | +3' 39"    |

| Loc | Concurent          | Echipă                             | Timp        |
| --- | ------------------ | ---------------------------------- | ----------- |
| 1   | Jai Hindley        | Bora–Hansgrohe                     | 86h 07' 19" |
| 2   | Richard Carapaz    | Ineos Grenadiers                   | +1' 25"     |
| 3   | Mikel Landa        | Team Bahrain Victorious            | +1' 51"     |
| 4   | Vincenzo Nibali    | Astana Qazaqstan Team              | +7' 57"     |
| 5   | Pello Bilbao       | Team Bahrain Victorious            | +8' 55"     |
| 6   | Jan Hirt           | Intermarché–Wanty–Gobert Matériaux | +9' 07"     |
| 7   | Emanuel Buchmann   | Bora–Hansgrohe                     | +11' 18"    |
| 8   | Domenico Pozzovivo | Intermarché–Wanty–Gobert Matériaux | +16' 04"    |
| 9   | Juan Pedro López   | Trek–Segafredo                     | +17' 29"    |
| 10  | Hugh Carthy        | EF Education–EasyPost              | +17' 56"    |

### Etapa a 21-a
29 mai 2022 — Verona (Cronometro delle Colline Veronesi), 17,4 km (10,8 mi) (contra cronometru individual)
| Loc | Concurent            | Echipă                      | Timp    |
| --- | -------------------- | --------------------------- | ------- |
| 1   | Matteo Sobrero       | Team BikeExchange–Jayco     | 22' 24" |
| 2   | Thymen Arensman      | Team DSM                    | +23"    |
| 3   | Mathieu van der Poel | Alpecin–Fenix               | +40"    |
| 4   | Bauke Mollema        | Trek–Segafredo              | +1' 08" |
| 5   | Ben Tulett           | Ineos Grenadiers            | +1' 12" |
| 6   | Mauro Schmid         | Quick-Step Alpha Vinyl Team | +1' 17" |
| 7   | Magnus Cort          | EF Education–EasyPost       | +1' 18" |
| 8   | Tobias Foss          | Team Jumbo–Visma            | +1' 19" |
| 9   | Michael Hepburn      | Team BikeExchange–Jayco     | +1' 24" |
| 10  | Richard Carapaz      | Ineos Grenadiers            | +1' 24" |

| Loc | Concurent          | Echipă                             | Timp        |
| --- | ------------------ | ---------------------------------- | ----------- |
| 1   | Jai Hindley        | Bora–Hansgrohe                     | 86h 31' 14" |
| 2   | Richard Carapaz    | Ineos Grenadiers                   | +1' 18"     |
| 3   | Mikel Landa        | Team Bahrain Victorious            | +3' 24"     |
| 4   | Vincenzo Nibali    | Astana Qazaqstan Team              | +9' 02"     |
| 5   | Pello Bilbao       | Team Bahrain Victorious            | +9' 14"     |
| 6   | Jan Hirt           | Intermarché–Wanty–Gobert Matériaux | +9' 28"     |
| 7   | Emanuel Buchmann   | Bora–Hansgrohe                     | +13' 19"    |
| 8   | Domenico Pozzovivo | Intermarché–Wanty–Gobert Matériaux | +17' 29"    |
| 9   | Hugh Carthy        | EF Education–EasyPost              | +17' 54"    |
| 10  | Juan Pedro López   | Trek–Segafredo                     | +18' 40"    |

## Clasamentele actuale

### Clasamentul general
| Loc | Concurent          | Echipă                             | Timp        |
| --- | ------------------ | ---------------------------------- | ----------- |
| 1   | Jai Hindley        | Bora–Hansgrohe                     | 86h 31' 14" |
| 2   | Richard Carapaz    | Ineos Grenadiers                   | +1' 18"     |
| 3   | Mikel Landa        | Team Bahrain Victorious            | +3' 24"     |
| 4   | Vincenzo Nibali    | Astana Qazaqstan Team              | +9' 02"     |
| 5   | Pello Bilbao       | Team Bahrain Victorious            | +9' 14"     |
| 6   | Jan Hirt           | Intermarché–Wanty–Gobert Matériaux | +9' 28"     |
| 7   | Emanuel Buchmann   | Bora–Hansgrohe                     | +13' 19"    |
| 8   | Domenico Pozzovivo | Intermarché–Wanty–Gobert Matériaux | +17' 29"    |
| 9   | Hugh Carthy        | EF Education–EasyPost              | +17' 54"    |
| 10  | Juan Pedro López   | Trek–Segafredo                     | +18' 40"    |

| Loc | Concurent                  | Echipă                          | Puncte |
| --- | -------------------------- | ------------------------------- | ------ |
| 1   | Arnaud Démare (FRA)        | Groupama–FDJ                    | 254    |
| 2   | Fernando Gaviria (COL)     | UAE Team Emirates               | 136    |
| 3   | Mark Cavendish (GBR)       | Quick-Step Alpha Vinyl Team     | 132    |
| 4   | Mathieu van der Poel (NED) | Alpecin–Fenix                   | 96     |
| 5   | Alberto Dainese (ITA)      | Team DSM                        | 95     |
| 6   | Dries De Bondt (BEL)       | Alpecin-Fenix                   | 83     |
| 7   | Simone Consonni (ITA)      | Cofidis                         | 73     |
| 8   | Phil Bauhaus (GER)         | Team Bahrain Victorious         | 72     |
| 9   | Koen Bouwman (NED)         | Team Jumbo–Visma                | 71     |
| 10  | Filippo Tagliani (ITA)     | Drone Hopper–Androni Giocattoli | 70     |

| Loc | Concurent               | Echipă                             | Puncte |
| --- | ----------------------- | ---------------------------------- | ------ |
| 1   | Koen Bouwman (NED)      | Team Jumbo–Visma                   | 294    |
| 2   | Giulio Ciccone (ITA)    | Trek–Segafredo                     | 163    |
| 3   | Alessandro Covi (ITA)   | UAE Team Emirates                  | 102    |
| 4   | Diego Rosa (ITA)        | Eolo–Kometa                        | 94     |
| 5   | Davide Formolo (ITA)    | UAE Team Emirates                  | 87     |
| 6   | Jai Hindley (AUS)       | Bora–Hansgrohe                     | 78     |
| 7   | Lennard Kämna (GER)     | Bora–Hansgrohe                     | 78     |
| 8   | Santiago Buitrago (COL) | Team Bahrain Victorious            | 71     |
| 9   | Richard Carapaz (ECU)   | Ineos Grenadiers                   | 65     |
| 10  | Jan Hirt (CZE)          | Intermarché–Wanty–Gobert Matériaux | 57     |

| Loc | Concurent               | Echipă                      | Timp         |
| --- | ----------------------- | --------------------------- | ------------ |
| 1   | Juan Pedro López (ESP)  | Trek–Segafredo              | 86h 24' 48"  |
| 2   | Santiago Buitrago (COL) | Team Bahrain Victorious     | + 5' 56"     |
| 3   | Pavel Sivakov (FRA)     | Ineos Grenadiers            | + 23' 06"    |
| 4   | Thymen Arensman (NED)   | Team DSM                    | + 26' 10"    |
| 5   | Luca Covili (ITA)       | Bardiani–CSF–Faizanè        | + 1h 11' 10" |
| 6   | Gijs Leemreize (NED)    | Team Jumbo–Visma            | + 1h 41' 54" |
| 7   | Vadim Pronskiy (KAZ)    | Astana Qazaqstan Team       | + 1h 44' 30" |
| 8   | Mauri Vansevenant (BEL) | Quick-Step Alpha Vinyl Team | + 1h 45' 04" |
| 9   | Attila Valter (HUN)     | Groupama–FDJ                | + 1h 57' 50" |
| 10  | Ben Tulett (GBR)        | Ineos Grenadiers            | + 2h 10' 16" |

| Loc | Echipă                             | Timp         |
| --- | ---------------------------------- | ------------ |
| 1   | Team Bahrain Victorious            | 258h 34' 45" |
| 2   | Bora–Hansgrohe                     | + 5' 18"     |
| 3   | Intermarché–Wanty–Gobert Matériaux | + 1h 23' 27" |
| 4   | Ineos Grenadiers                   | + 1h 23' 29" |
| 5   | Astana Qazaqstan Team              | + 2h 18' 33" |
| 6   | Trek-Segafredo                     | + 2h 21' 47" |
| 7   | Team Jumbo–Visma                   | + 2h 42' 07" |
| 8   | UAE Team Emirates                  | + 3h 18' 00" |
| 9   | Benediction Ignite                 | + 3h 32' 57" |
| 10  | Movistar Team                      | + 3h 37' 38" |

## Legături externe
- it  Site-ul oficial al competiției